# Črni torek
Črni torek je izraz za določene dogodke, ki so se zgodili v torek. 

### Seznam črnih torkov
- 29. oktober 1929 – zlom newyorške borze (1929); črnemu četrtku so sledili še drugi črni dnevi, končali so se z črnim torkom
- Črni  torek (1967): tasmanski požari (1967); dan uničujočih požarov grmičevja v avstralski državi Tasmanija
- Črni ponedeljek (1987) – znan kot črni torek v Avstraliji (zaradi različnih časovnih pasov), svetovni zlom borz